# Sevika
Sevika är en ort i Gjemnes kommun i Møre og Romsdal fylke i västra Norge. Orten ligger vid fylkesväg 532, på södra sidan av Kvernesfjorden, nära gränsen till Hustadvika kommun. Här finns ett stugområde vid Sevikbukta.